# Тайдзи цюан
Тайдзи цюен, или също известно като тайчи чуан (на китайски 太極拳 – „юмрукът на великия предел“, тайдзи, цюен – юмрук, военна тактика), е  от семейството на вътрешните стилове на Ушу, заедно с Ба гуа джан и Син И цюан.

## История
Има много легенди за създаването на Тайдзи (Тай Чи). Огромната му популярност в наши дни е довела до създаването на истории, някои от които звучат дори свръхестествено – никоя от които не би могла да бъде доказана исторически.
Според всички писмени източници, достигнали до нас, терминът Тайдзицюан за пръв път е употребен от генерал Чън Уантин около 1650 година. През целия си съзнателен живот генералът е командвал армиите на тогавашната династия Мин. Когато се пенсионира и се връща по родните си места, той систематизира бойния опит, придобит от дългите години имперска служба и го комбинира с китайските Дао Ин и Туй На системи (а именно системи за работа с вътрешната енергия „ци“ на тялото) и създава бойното изкуство Тайдзицюан. В англоговорещите държави им е трудно да произнесат термина Тайдзицюан, затова го изменят на Тайчичуан. После го съкращават за улеснение до Тай Чи – терминът, който познаваме днес. Чън Уантин въвежда в бойното изкуство учението за каналите и меридианите. Той изобретява техниката „бутащи ръце“, която преди него никой не споменава. В своите изследвания Чън Уантин се опира главно на труда на живелия през XVІ век военачалник Ци Дзигуан. Там били описани всички по-известни по онова време системи на Ушу. Чън Уантин заимства голяма част от съдържащото се в тези трудове като дава своя трактовка на нещата и ги привежда в съответствие със своята теория. Така са създадени няколко комплекса от движения, които по-късно стават известни като Тайдзи Цюан.
През първите десетилетия след създаването си, системата на Тай Чи се предава изключително в семейството на генерала – фамилия Чън. Преподавало се е единствено на синове. Толкова високо са ценяли практиката, че не са преподавали на дъщери, за да не излиза изкуството от семейството.
По времето, когато Грандмайстор Чън Чансин, 14-о поколение от фамилия Чън бива глава на фамилията и пазител на изкуството, той решава да скъса с тази секретност и да преподава на всички, които биха искали да изучават Тай Чи. В резултат много хора стават негови ученици. Не след дълго някои ученици започват да модифицират системата и да премахват някои нейни елементи – движения и принципи, с цел да я направят по-достъпна за масово практикуване. Тези модификации започват да носят и фамилните имена на учениците, които са ги създали – това е началото на различните стилове в Тай Чи. В днешно време най-популярните такива модификации (стилове) са Чън стил (оригиналът на практиката), Ян, У, Сун и Хао стил, които в по-голяма или по-малка степен са запазили части от оригиналната система и са премахнали други. В средата на 19 век ученик във фамилията Чън е Ян Лучан – създателят на т. нар. стил Ян, на базата на който възникват по-късните У и Уу.
В началото на 20 век в Пекин живее легендарният майстор на Тай Чи – Грандмайстор Чън Факъ. Той налага Тай Чи като едно от най-ефикасните бойни изкуства и допринася за неговото всеобщо признание и изключително разпространение в Китай по онова време. Той доразвива изкуството, като добавя нови комплекси към класиката на Тай Чи. Особена роля в налагането на Тай Чи в Китай има налагането на комунизма в тази страна. През 1956 година е публикувана брошура – наръчник по Тайдзи цюан, където традиционните дълги форми са съкратени и се препоръчват за практикуване от народа на Китай, предимно във функцията на Ци гун, или като лечебна гимнастика. С това се свързва и масовото практикуване на Тайдзи цюан в Китай. Независимо от това в страната бойното изкуство продължава да се развива и в рамките на старите традиционни принципи.
Днес Тайдзи цюан се изучава, освен в Китай, в Северна Америка, Европа (включително България), и Далечния изток.

## Философска основа
Тайдзи цюан е изграден върху принципите на И Дзин („Книга на промените“) и философията на Лао Дзъ, изложена в „Дао дъ дзин“. Нарича се „вътрешно бойно изкуство“ поради това, че е основано върху китайската традиция, а не върху „външните“, привнесени будистки традиции, върху които почиват външните стилове на Ушу, например шаолинските.
Основен принцип в даоизма е липсата на съпротивление. Във връзка с него, боецът се слива със силата на източника и я връща към него. От „И Дзин“ се възприема схемата на великия предел и осемте триграми. В Тайдзи цюан осемте триграми отговарят на осемте основни психофизически сили – пън (отражение – външната сила на формата) – циен (небе), лю (отвеждане) – на кун (земя), дзи (преса) – на кан (вода), као (удар с рамо) – на гън (планина), лие (разцепване, разделяне) – на джън (гръм), джоу (удар с лакът) – на дуей (езеро), цай (засаждане, сила надолу) – на сюн (вятър), ан (бутане) – на ли (огън). Тези триграми отговарят на силите във формата по метода на подреждане Хуо Тиен – „Предишни небеса“.
Подреждането по метода Сиен тиен – „следващи небеса“ дава баланса на тези сили във формата и тяхното равновесие, определено от посоките. На посоката изток съответства елементът дърво – поглед наляво, изразен от триграмите джън и дуей. Поражда се посоката юг – поглед напред – настъпление – елемент огън – ли. Огънят поражда земята в центъра – триграма кун и гън. Земята поражда небето – циен и дуей. Небето поражда водата – кан – отстъпление. На свой ред кан поражда дървото и кръговратът се повтаря. Такава е схемата на взаимно пораждане на петте елемента, която се изобразява като пентаграм.
Има и схема на взаимно унищожение на тези пет елемента, върху които са изразени бойните аспекти на Тайдзи цюан. Накратко – дървото унищожава земята, водата унищожава огъня, металът унищожава дървото, земята прегражда водата, огънят унищожава метала.
Съответствията между триграмите, силите и координацията са свързани с Ци на вътрешните органи, което прави Тайдзи цюан в известен смисъл вид Ци гун.
Това, което свързва Тайдзи цюан с даоизма е намирането на тялото и функцията на Дао – естественото положение на човека в пространството и времето.
Формата, съответна на японската ката, е комплекс от движения, където тези принципи се изявяват.

## Стилове
От моментът, в който Грандмайстор Чън Чансин започва да преподава на всички, които изявяват желание да се обучават, много хора стават негови ученици. Някои започват да променят стила и да премахват определени движения и принципи, съответно кръщават модифицираните практики със собствените си фамилни имена. Така се появяват новите стилове. Най-известни стилове са Чън (оригиналът на изкуството), Ян, У, Уу, Ли, Джаобао, Сун, които носят имената на фамилиите, в които те първоначално започват да се практикуват. Чън стил се отличава с използването на спиралната сила в тялото. Спиралната сила провокира специфично движение на енергията в тялото по време на практиката.

## Бойни и медитативни техники
Мнозина превеждат „цюан“ като юмрук или бокс, но е важно да се знае че „цюан“ се използва в смисъла на военна тактика – това е ясно от петте военни трактата, един от които е този на Сун Дзъ. Военната тактика е подчинена на стратегия. Целта на Тайдзи цюан е да се постигне пътят на самоусъвършенстването. От даоската алхимия са познати две цели по този път. Първата е затварянето на микрокосмическата орбита. Втората е затварянето на макрокосмическата орбита. Първата цел се постига чрез статична медитация, втората цел – с динамична медитация.
Статичната медитация може да бъде седяща и стояща – джан джуан. Джан джуан е преход между статичната и динамичната медитация. Динамичната медитация е свързана с изпълнението на формата – намирането на покоя в движението и на движението в покоя.
Бойните техники изцяло зависят от вътрешния покой. При тренировките се използват упражнения за двойки – туей шоу („бутащи ръце“), да лю („голямо отвеждане“), сан шоу („разпръскване на ръцете“) и бойни приложения на всяко едно от движенията, заложени във формата. Основно за правилното развитие в Тайдзи цюан е по време на изпълнение на формата умът да бъде зает с бойното приложение, а не с усещането за енергия. Това гарантира, че в течение на практиката, енергията Ци ще се движи правилно в тялото.